# Prybar (stacja kolejowa)
Prybar (biał. Прыбар, ros. Прибор) – stacja kolejowa w miejscowości Prybar, w rejonie homelskim, w obwodzie homelskim, na Białorusi. Leży na linii Homel - Łuniniec - Żabinka.
Rozpoczyna się tu 12-kilometrowy odcinek dwutorowy linii biegnący na zachód do stacji Jakimauka. Linia w stronę Homla jest jednotorowa.